# サバトセーラ東北
『サバトセーラ東北』（サバトセーラとうほく）は、NHK仙台放送局制作で2011年5月から2014年3月29日まで東北地方向けに放送されていたNHK-FM放送の音楽番組である。2011年9月より、NHKネットラジオ らじる★らじるで日本国内の他地域でも聴取可能。

## 概要
サバトセーラは「土曜日の夕方」を意味するイタリア語。この番組では土曜日の夕方のひと時、東北の地元密着で、地元出身の音楽家の演奏を楽しむ。また東北地方の音楽イベントの情報やインタビューなども行う。

## 放送日時
- 原則として毎週土曜 18:00 - 18:50
但し、NHK交響楽団の演奏会などにより休止する日がある。

差し替えの対象番組
- 2011年度：サタデーワイド・U-18 ユーガタM塾（代替無し）
- 2012年度 - 2013年度：岡田惠和 今宵、ロックバーで～ドラマな人々の音楽談義～
代替はNHKラジオ第1放送火曜21:05頃 - 21:55。週によっては編成の都合で代替されない場合がある。

## 出演者・スタッフ
週替わりプレゼンター
- 榊原光裕（ピアニスト）
- 佐藤達哉（キーボード演奏家）
- いがらし笑子（歌手）

アッシスタ（番組進行。アシスタントのイタリア語の意）
いずれも当時仙台放送局契約アナウンサー
- 天明麻衣子（2012年4月 - 終了まで）
- 浅野早百合（開始 - 2012年3月）

制作
- 肥土貴美男